# Adonis (Musiker)
Adonis (geb. am 4. Januar 1963 als Michael A. Smith, aktueller regulärer Name Adonis M. Smith;) ist ein amerikanischer Acid-House-Musiker. Adonis ist vor allem für seine frühen Chicago-House-Tracks „No Way Back“ und „We're Rockin Down the House“ bekannt.

## Karriere
Adonis wurde im West Side von Chicago geboren und wuchs dort auf. Er studierte zeitgenössischen Jazz am American Conservatory of Music. Später spielte er Bassgitarre in mehreren R&B-Bands und lernte schließlich die House-Szene in Chicago kennen, als er Jesse Saunders‘ „On and On“ hörte. Als Michael A. Smith war er Mitglied der Band Clockwork. Sie nahmen „I'm Your Candy Girl“ (1984) auf, einen Post-Disco-Boogie-Song.
1986 veröffentlichte Adonis „No Way Back“, das als einer der einflussreichsten Chicagoer House-Tracks gilt. Schätzungen zufolge verkaufte sich die Single über 100.000 Mal und wurde 2014 vom Rolling Stone auf Platz 14 der 20 besten Chicagoer House-Platten gewählt.

## Diskografie Auszug
Adonis
- „No Way Back“ (1986, Trax Records)
- „We're Rocking Down the House“ (1986, Trax Records)
- „Acid Poke“ (1988, Desire Records)
- „H.O.U.S.E.“ (featuring M. C. Kodak) (1988, Black Market Records)
- „Lack of Love“ with Charles B. (1988, Desire Records)
- „Do You Wanna Jack“ (as Gentry Ice) b/w „Lost in the Sound“ (1989, Jack Trax)

The Endless Poker's
- „! The Poke !“ (1987, D.J. International Records)

Clockwork
- „I'm Your Candy Girl“ (1984, Private I Records)
- „Night Life“ (1985, The Network)
- „Feela-La-La“ (1987, City Street Records)

Jack Frost & The Circle Jerks
- „Two The Max“ (1988) (von der Compilation „Acid Tracks“, Trax Records)